# Marija Wassiljewna Jakuntschikowa

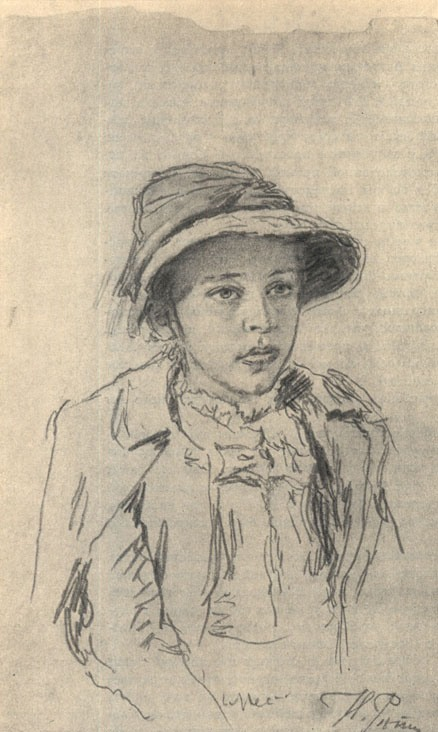
Marija Wassiljewna Jakuntschikowa (Ilja Jefimowitsch Repin, 1879, Russisches Museum, St. Petersburg)

Marija Wassiljewna Jakuntschikowa (russisch Мария Васильевна Якунчикова; * 19. Januar 1870 in Wiesbaden; † 27. Dezember 1902 in Chêne-Bougeries) war eine russische Künstlerin.

## Leben
Jakuntschikowas Eltern waren der Moskauer Unternehmer Wassili Iwanowitsch Jakuntschikow und seine zweite Frau Sinaida Nikolajewna geborene Mamontowa (1843–1919, Cousine Sawwa Iwanowitsch Mamontows und Schwester der Frau Wera des Kaufmanns Pawel Michailowitsch Tretjakow), die sich zur Zeit ihrer Geburt in Wiesbaden erholten. Schon als Kind begeisterte sich Jakuntschikowa fürs Zeichnen, so dass ihr Vater für den Unterricht der Kinder den Grafiker und Aquarellisten Nikolai Awenirowitsch Martynow engagierte. 1885 trat sie nach ihrer Schwester Natalja, die Wassili Dmitrijewitsch Polenow heiratete, als Gasthörerin in die Moskauer Hochschule für Malerei, Bildhauerei und Architektur ein. Bald nahm sie an den Polenow-Zeichenabenden Wassili Dmitrijewitsch Polenows und seiner Schwester Jelena Dmitrijewna Polenowa in deren Haus teil, zu denen auch Walentin Alexandrowitsch Serow, Isaak Iljitsch Lewitan, Ilja Semjonowitsch Ostrouchow, Michail Alexandrowitsch Wrubel, Wiktor und Apollinari Michailowitsch Wasnezow, Michail Wassiljewitsch Nesterow und Konstantin und Sergei Alexejewitsch Korowin kamen. Letzterer schuf 1888 das Gemälde Im Boot. Selbstbildnis und Porträt der Künstlerin M. Jakuntschikowa. In dieser Zeit fertigte Jakuntschikowa Studien zur russischen Geschichte in der Zeit Alexeis I. an.

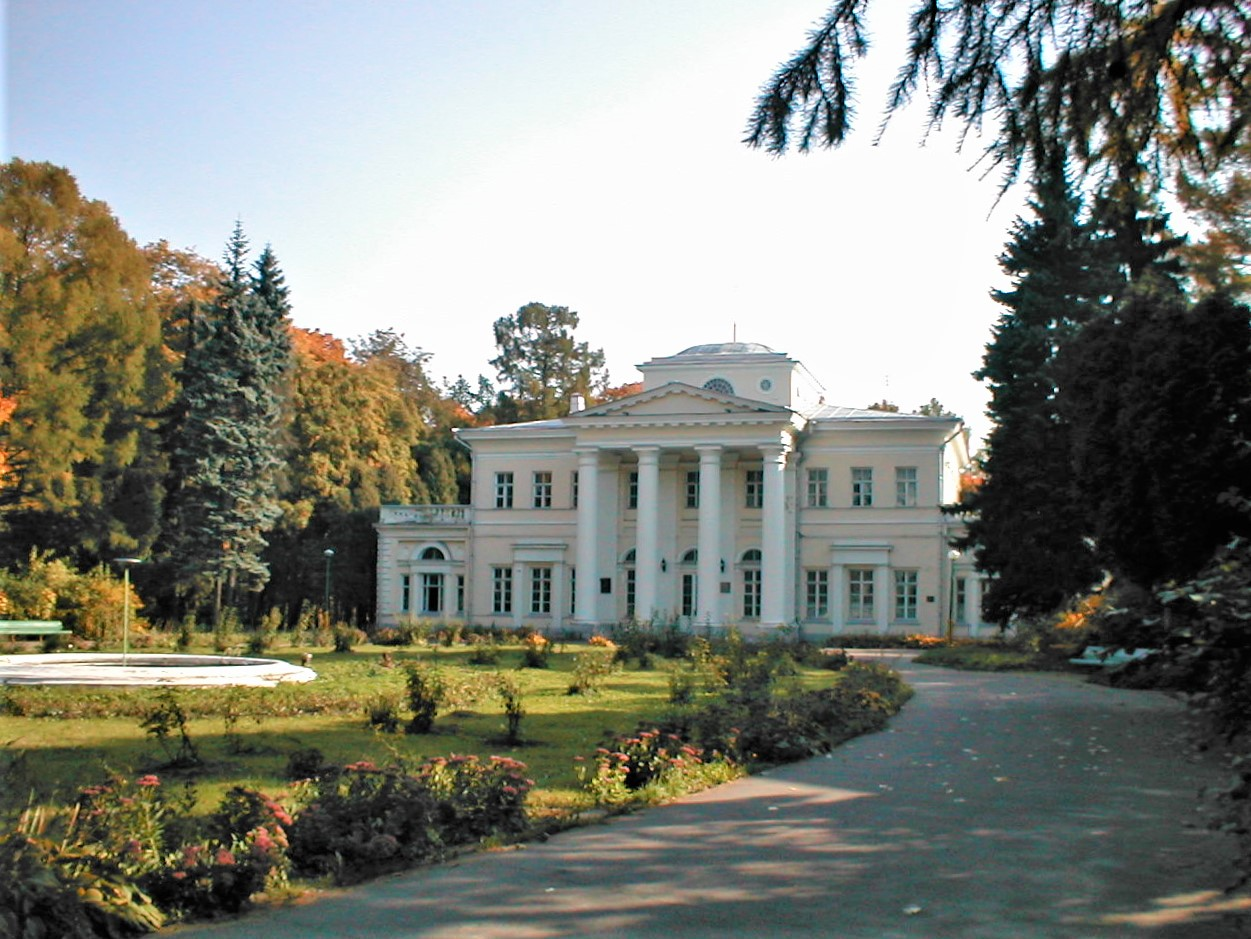
Herrenhaus Tscherjomuschki-Snamenskoje

Anfangs widmete sich Jakuntschikowa der Landschaftsmalerei und der Darstellung der Natur. Im Sommer 1888 entstand in Schukowka, wo die Polenows lebten, die Studie Das Boot auf der Kljasma. Im Herbst 1888 reiste sie mit ihrer Familie in Westeuropa. Während der Reise starb ihre jüngste Schwester Jelena (1882–1888) in Italien. Im Winter 1888 stellten Ärzte bei Jakuntschikowa Tuberkulose fest und empfahlen eine Klimaänderung. Sie verzichtete auf die Fortsetzung des Studiums in Moskau und begab sich zur Behandlung nach Wien, Italien und Biarritz. Im Sommer 1889 kehrte sie nach Moskau zurück und fuhr im Herbst mit der Familie zur Weltausstellung Paris 1889. Dort studierte sie dann an der Académie Julian bei William Adolphe Bouguereau und Tony Robert-Fleury. Die Sommer verbrachte sie in Russland. Sie arbeitete  auf den Landgütern ihres Vaters Wwedenskoje bei Swenigorod, wo sie das Herrenhaus besonders liebte, und Tscherjomuschki-Snamenskoje am Rande Moskaus sowie in Abramzewo. Ihr Wandbild Das Schweigen befindet sich dort am Eingang des Museums.
1894 verließ Jakuntschikowa die Académie Julian. Sie mietete in Paris ein Atelier und begann selbständig zu arbeiten. Ihre Arbeiten stellte sie im Salon de Paris aus. Sie widmete sich der dekorativen Kunst, dem Holzspielzeug, der Brandmalerei, der Stickerei und der Bildwirkerei. Auch kombinierte sie Brandmalerei mit Ölmalerei. Sie begeisterte sich wie ihre engste Freundin Jelena Dmitrijewna Polenowa für Volkskunst und sammelte sie. Volkstümliche neorussische Motive erschienen in ihrem Wandgemälde Das Städtchen (1896).
1896 heiratete Jakuntschikowa den russischen Studenten Léon Weber-Bauler (1870–1956), der an der Universität von Paris Medizin studierte. 1898 bekamen sie ihren Sohn Stepan.
In diesen Jahren entstanden Jakuntschikowas Meisterwerke. Neben Gemälden schuf sie auch Majoliken und Grafik, die die Grafikerin Anna Petrowna Ostroumowa-Lebedewa beeinflusste. Mitglieder der Mir Iskusstwa luden Jakuntschikowa zu ihren Ausstellungen ein. Für die Weltausstellung Paris 1900 beteiligte sich Jakuntschikowa mit eigenen großen Kunstwerken an der Gestaltung der Handwerksabteilung des russischen Pavillons.
1900 wurde bei Jakuntschikowas Sohn Stepan Tuberkulose festgestellt, die geheilt werden konnte. Bei ihr selbst wurde wieder Tuberkulose festgestellt. 1901 wurde der zweite Sohn geboren. Die Familie zog nach Chamonix und dann nach Chêne-Bougeries, wo Weber-Bauler ein Haus gekauft hatte. Dort starb Jakuntschikowa Ende 1902.
Nach Jakuntschikowas Tod veröffentlichte der Chefredakteur der Zeitschrift des Mir Iskusstwa Sergei Pawlowitsch Djagilew einen Nachruf in dieser Zeitschrift. Auf der zweiten Ausstellung der Union der Russischen Künstler wurden Werke Jakuntschikowas ausgestellt. 1910 fand eine Jakuntschikowa-Ausstellung im Musée Rath in Genf statt. Werke der Künstlerin befinden sich in der Tretjakow-Galerie in Moskau, im Russischen Museum in St. Petersburg und im Polenow-Herrenhaus-Museum im Rajon Saokski. Ein wesentlicher Teil ihrer Werke befindet sich in Privatsammlungen der Nachkommen der Familie Weber-Bauler und im Haus der Künstlerin in Chêne-Bougeries.

## Werke

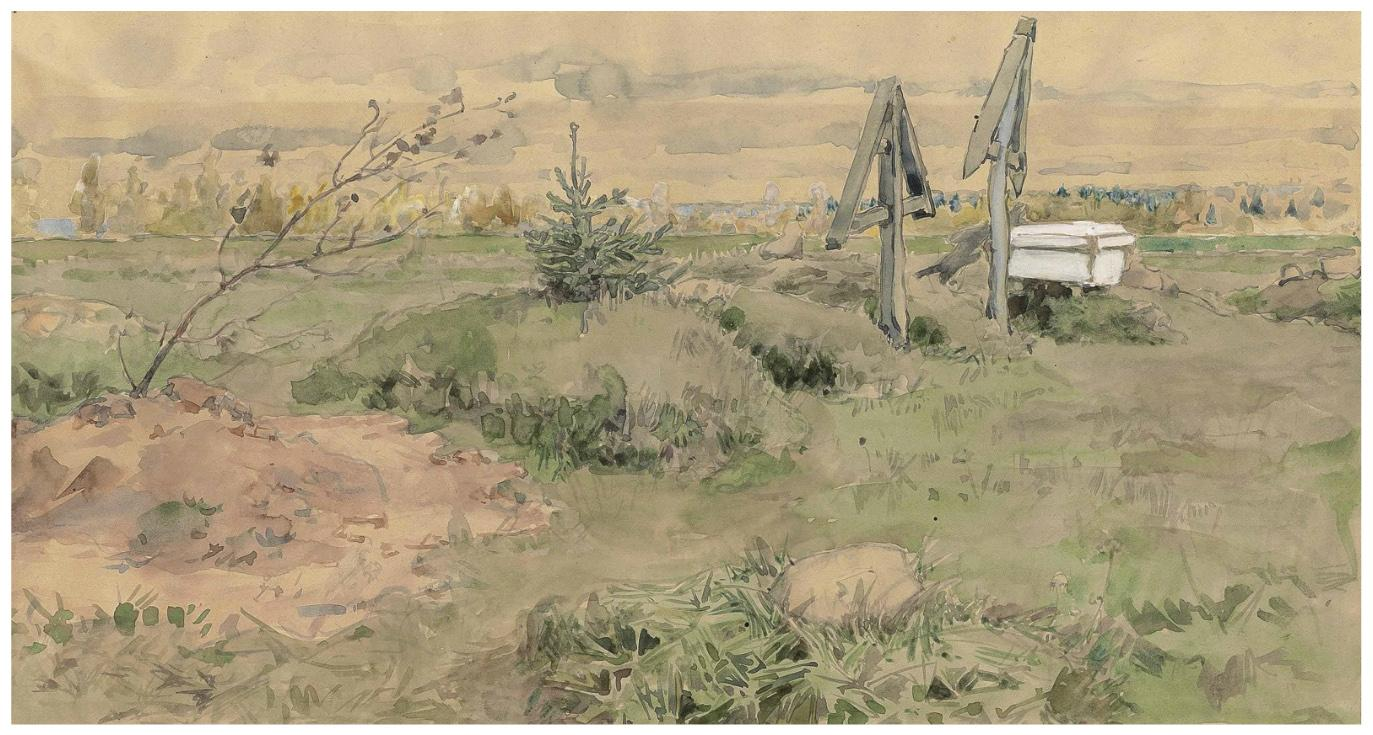
Dorffriedhof (1890)
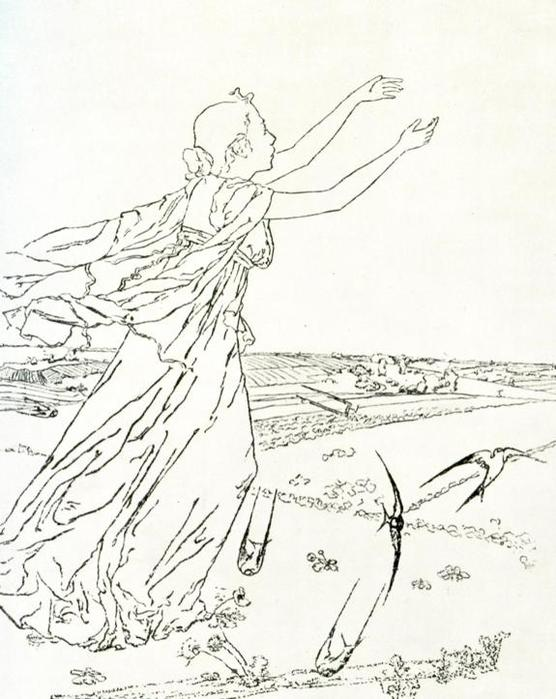
Unerreichbar (1890)
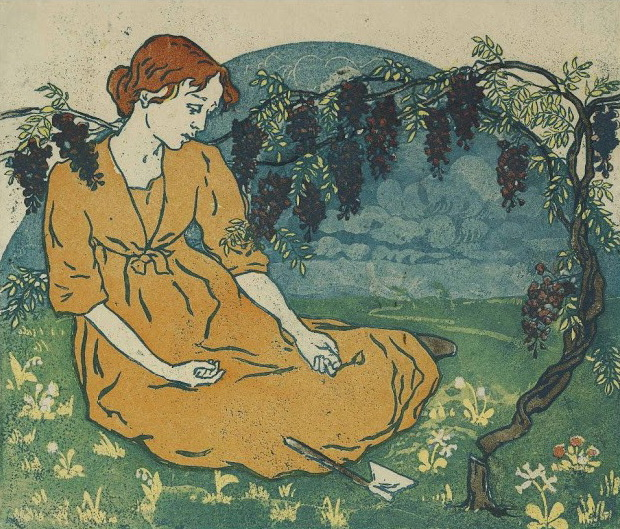
Unersetzbar (1893–1895)
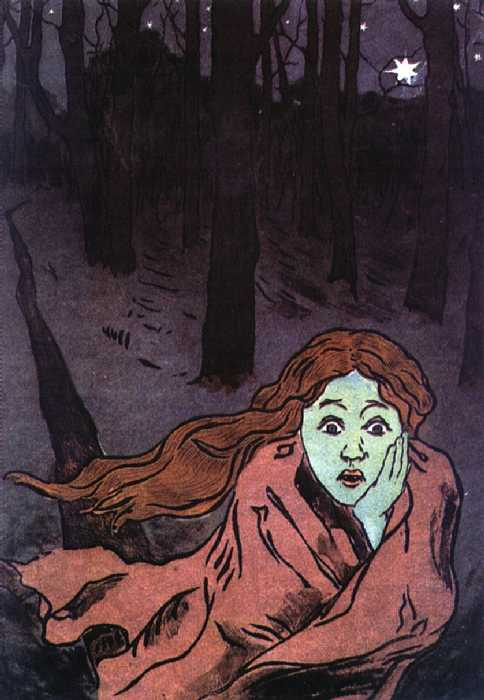
Die Angst (1893–1895)
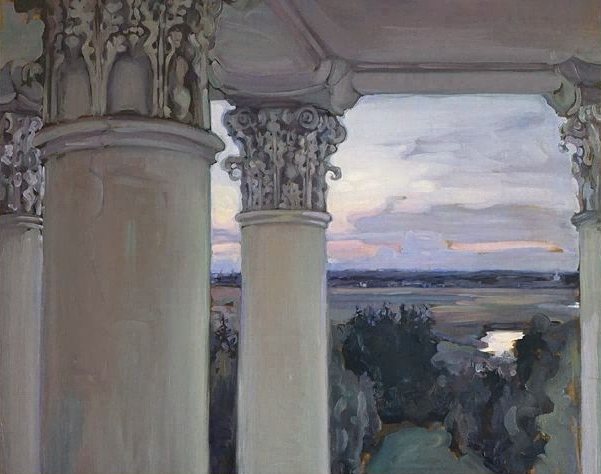
Aus dem Fenster des alten Herrenhauses Wwedenskoje (1897)
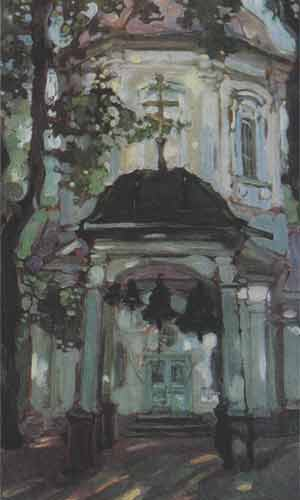
Kirche von Tscherjomuschki-Snamenskoje (1897)
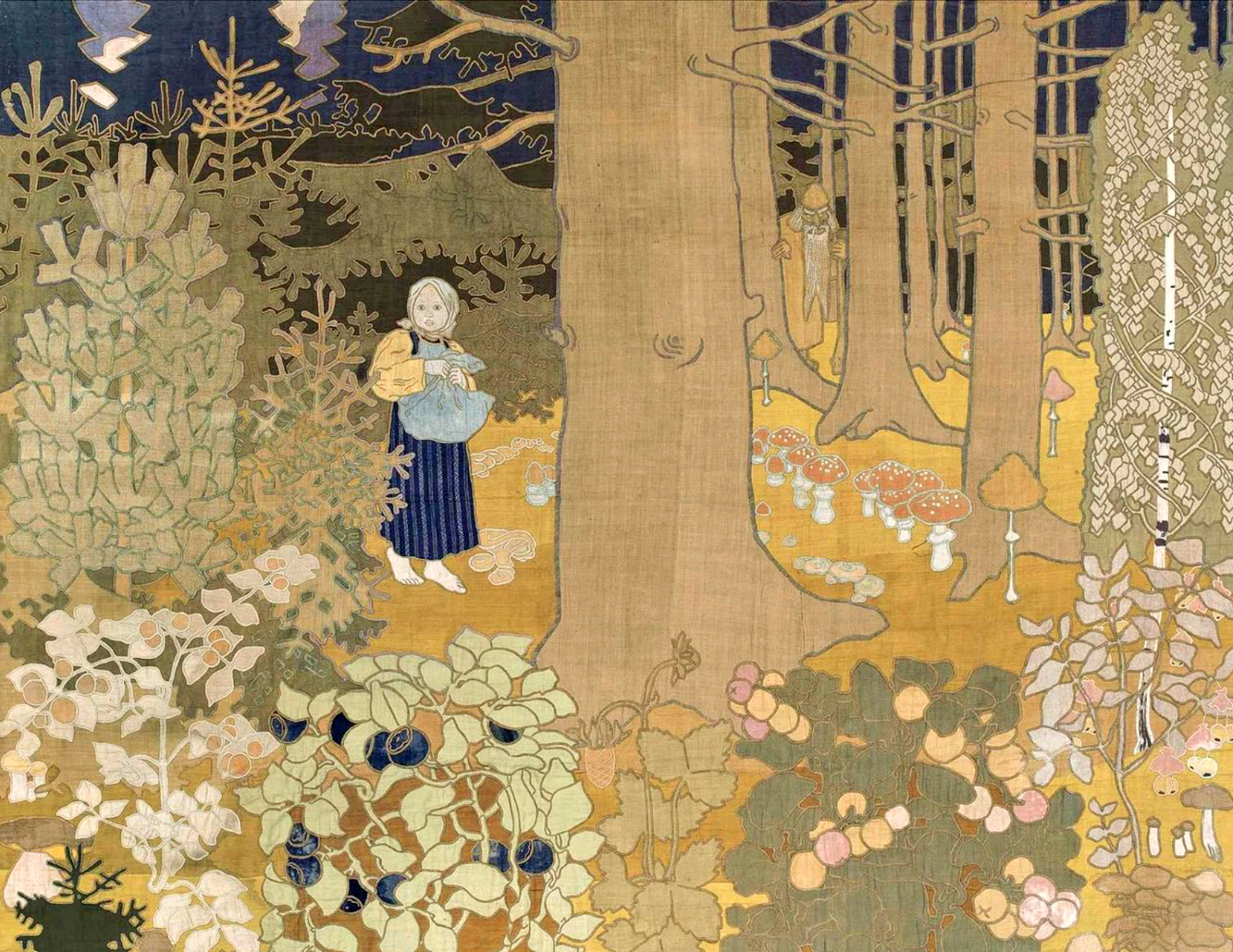
Das Mädchen und der Waldgeist (1899)
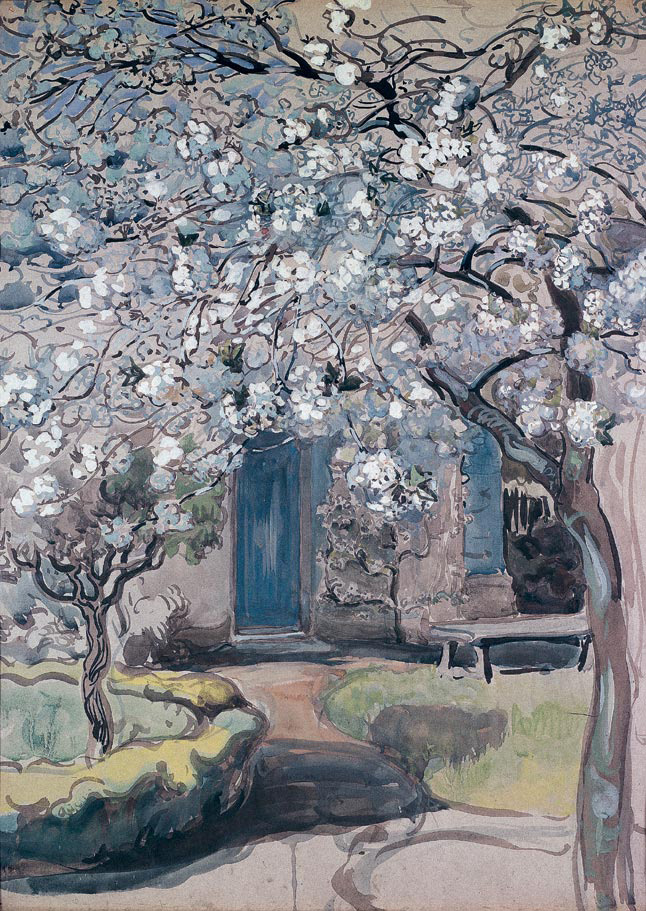
Blühender Apfelbaum (1899)
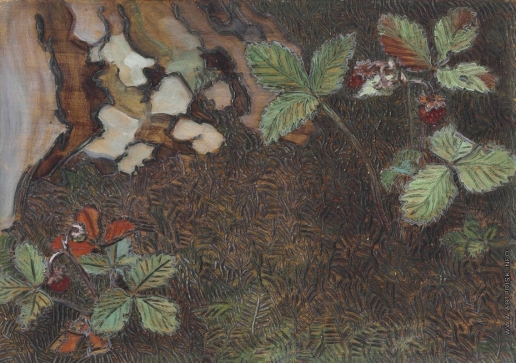
Wilde Erdbeere